# Neicer Reasco
Neicer Reasco, född 23 juli 1977 i San Lorenzo i Esmeraldas i Ecuador, är en ecuadoriansk fotbollsspelare (högerback).
Efter att ha spelat för Ecuador i VM 2006, kom han i augusti 2006 till São Paulo, i Brasilien.